# Chomiczak tybetański
Chomiczak tybetański, chomik tybetański (Urocricetus kamensis) – gatunek ssaka z podrodziny chomików (Cricetinae) w obrębie rodziny chomikowatych (Cricetidae).

## Zasięg występowania
Chomiczak tybetański występuje w Chińskiej Republice Ludowej (Qinghai, Tybetański Region Autonomiczny i północno-zachodni Syczuan).

## Taksonomia
Gatunek po raz pierwszy zgodnie z zasadami nazewnictwa binominalnego opisał w 1903 roku rosyjski zoolog Konstantin Aleksiejewicz Satunin nadając mu nazwę Urocricetus kamensis. Holotyp pochodził z obszaru rzeki Moktschjun, w dystrykcie Mekong, w północno-wschodni Tybecie, w Chińskiej Republice Ludowej.
U. kamensis w 2018 roku został wyodrębniony z rodzaju Cricetulus. Taksonomia U. kamensis jest zmienna w stosunku do taksonów lama i tibetanus, często uważanych za odrębne gatunki, oraz kozlovi, w przeszłości wymienianego jako podgatunek U. kamensis. Autorzy Illustrated Checklist of the Mammals of the World traktują taksony lama, kozlovi i tibetanus jako synonimy U. kamensis oraz uznają ten takson za gatunek monotypowy.

### Etymologia
- Urocricetus: gr. ουρα oura „ogon”; rodzaj Cricetus Leske, 1779 (chomik)[12].
- kamensis: Kham, Syczuan/Tybetański Region Autonomiczny[2].

## Morfologia
Długość ciała (bez ogona) 88–112 mm, długość ogona 30–64 mm, długość ucha 14–18 mm, długość tylnej stopy 15–18 mm; masa ciała 20–40 g.

## Tryb życia
Zamieszkuje otwarte stepy, krzewiaste bagna oraz łąki na wysokości 3,300–4,100 m n.p.m.. Nory są zbudowane w miejscu, gdzie gromadzi zapasy na zimę. Jego dieta składa się z ziaren, nasion traw i owadów. Wykazuje aktywność w ciągu dnia i nocy. Rozmnaża się od maja do sierpnia. W miocie jest 5–10 (zwykle 7–8) młodych.